# Палаццо Диаманти
Палаццо деи Диаманти (итал. Palazzo dei Diamanti — «Алмазный дворец») — палаццо (дворец) в итальянском городе Феррара, регион Эмилия-Романья. Памятник архитектуры эпохи Возрождения, построенный в 1493—1503 годах. Расположен в центре города на пересечении Корсо Эрколе I д’Эсте (Corso Ercole I d´Este) и Корсо Россетти. На первом этаже дворца находится Национальная картинная галерея Феррары (Pinacoteca Nazionale di Ferrara).
Два соседних дворца, Palazzo Prosperi-Socrati (1493—1514) и Palazzo Turhi di Bagno (1498), вместе с «Алмазным дворцом» входят в «золотое ядро» Перекрёстка Ангелов (Quadrivio degli Angeli). Палаццо Диаманти — самое знаменитое и красивое из трёх зданий, построенных на улице эпохи Возрождения Corso Ercole I d´Este, проект архитектора Бьяджо Россетти (Biagio Rossetti) по созданию престижного городского квартала, задуманного правителем Феррары герцогом Эрколе I д'Эсте. Как и весь Старый город Феррары, здание включено в список Всемирного наследия ЮНЕСКО.

## История
Чтобы приспособиться к росту города, в 1492 году герцог Эрколе I д’Эсте приказал разрушить средневековые стены на севере и поручил придворному архитектору Бьяджо Россетти спроектировать расширение города, известное как «Геркулесово расширение» (Addizione Erculea; игра слов с именем герцога: Ercole). По инициативе Эрколе в 1490-х годах Феррара была перестроена в духе ренессансной концепции «идеального города», при этом старая застройка органично вписывалась в новые кварталы. Автором проекта реконструкции стал архитектор Россетти.
Здание было построено в 1493—1503 годах для Сиджисмондо д’Эсте, брата герцога, на престижном пересечении «Декуманус Максимус» (лат. Decumanus Maximus) и «Кардо Максимус» (лат. Cardo Maximus, или Corso Ercole I d’Este) — следы планировки древнеримского военного лагеря. До 1641 года дворец принадлежал разным представителям рода д’Эсте, затем был продан маркизу Гвидо Вилла. В 1832 году здание было передано муниципалитету города. Теперь в нём располагается Пинакотека Феррары и проводятся временные выставки.

## Архитектура
Здание примечательно, прежде всего, своими необычными рустованными фасадами, состоящими примерно из 8500 белых (с розовыми прожилками) мраморных пирамидок, имеющих форму бриллианта (огранённого алмаза). Кладка из крупных каменных квадров, отёсанных в форме четырёхгранных пирамид, образующих на фасаде здания игру светотени, называют «бриллиантовым, или алмазным, рустом».
В итальянской архитектуре используется название «диаманти» (итал. diamanti — алмазы). Интересен также входной портал здания, пилястры которого украшены резным декором. Внутри палаццо имеет типично ренессансный дворик — кортиле (итал. cortile — дворик), как в античных атриумах, окружённый галереями на аркадах и мраморным колодцем.

## Музеи
На первом этаже Палаццо Диаманти расположена Галерея современного искусства, а второй этаж отдан Национальной Пинакотеке Феррары (Pinacoteca Nazionale di Ferrara). Основное место в экспозиции Пинакотеки занимают картины местной школы живописи, а также произведения старых мастеров из других областей Италии. На стенах залов — остатки старинных фресок, перенесённых из несохранившихся церквей. Среди феррарских мастеров в экспозиции имеются «Мученичество Святого Маврелия» Козимо Туры и «Мадонна с Младенцем» Джентиле да Фабриано, «Мадонна с Младенцем среди роз» Эрколе де Роберти; среди других итальянских художников — «Христос с фигуркой Мадонны» Мантеньи и «Смерть Марии» Карпаччо.
Главный феррарский художник 16-го века Бенвенуто Тизи по прозванию «Гарофало» представлен рядом работ, в том числе «Алтарём Костабили», выполненных в сотрудничестве с Доссо Досси. Период маньеризма представлен Бастианино, подражателем Микеланджело. Среди других художников в коллекции: Амико Аспертини, Джузеппе Аванци, Бальдассарре д’Эсте, Якопо Бамбини, Бастароло (Джузеппе Маццуоли), Джованни Беллини, Якопо Беллини, Иль Ортолано, Карло Бонони (1569—1632), Витторе Карпаччо, Джироламо да Карпи (1500—1556), Агостино Карраччи, Лодовико Карраччи, Колтеллини (1480—1535/42), Франческо дель Косса (1435/1436-1478), Лоренцо Коста (ок. 1460—1535), Джулио Кромер, Джироламо Доменичини, Баттиста Досси (ок. 1490—1548), Франческо Франча (1450—1517), Гаэтано Гандольфи, Убальдо Гандольфи, Маэстро дельи Окки Спаланкати, Майнери, Джованни да Модена, Людовико Маццолино (ок. 1480 г.), Панетти, Джакомо Паролини, Николо Пизано (Николо дель Абруджа), Николо Роселли (1500—1580 гг.), Маурелио Сканнавини, Скарселлино (1550—1620 гг.), Симоне де Крочифисси, Тинторетто, Бартоломео Виварини и Джузеппе Дзола (1672—1743).

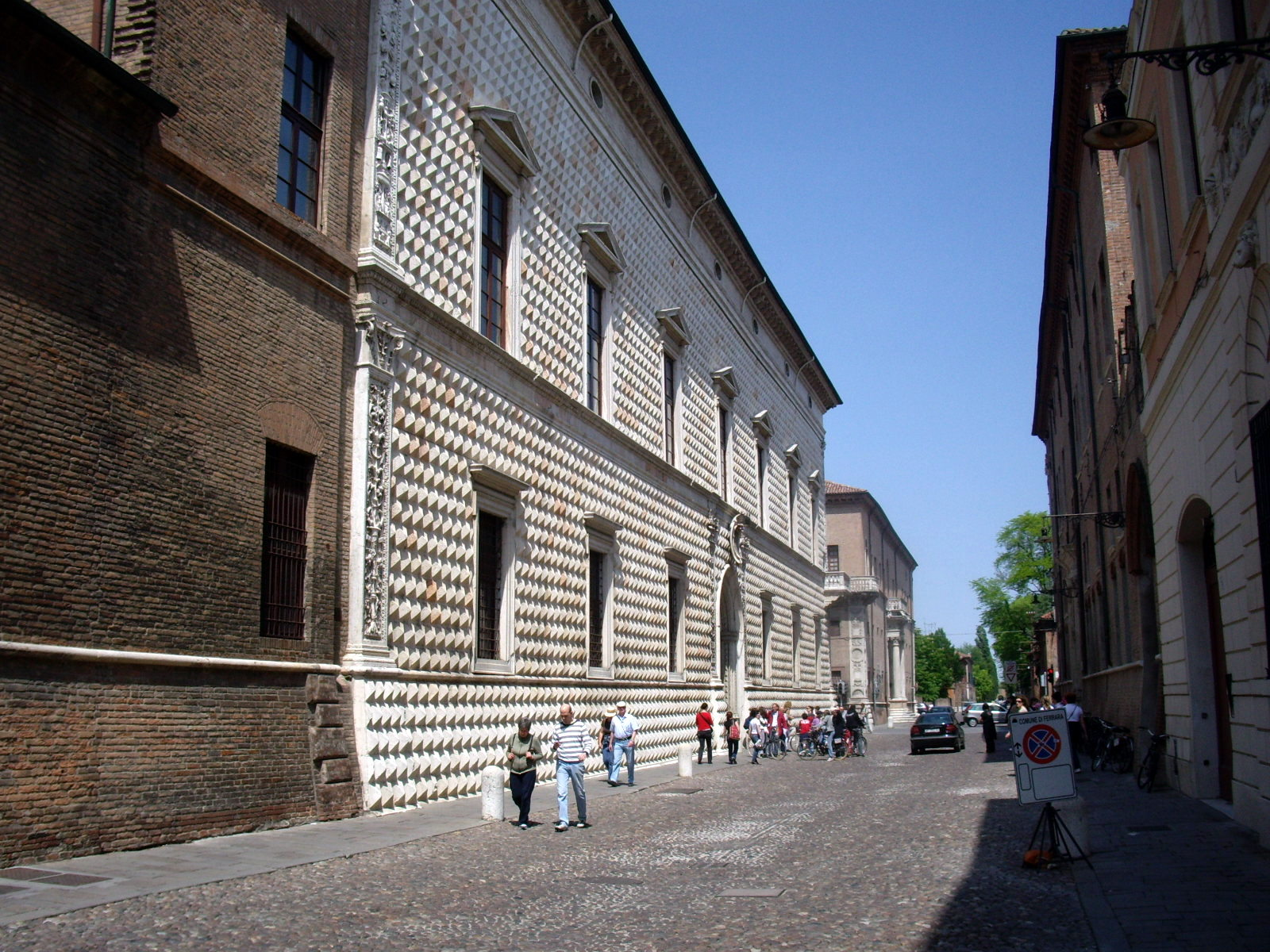
Палаццо Диаманти в перспективе улицы
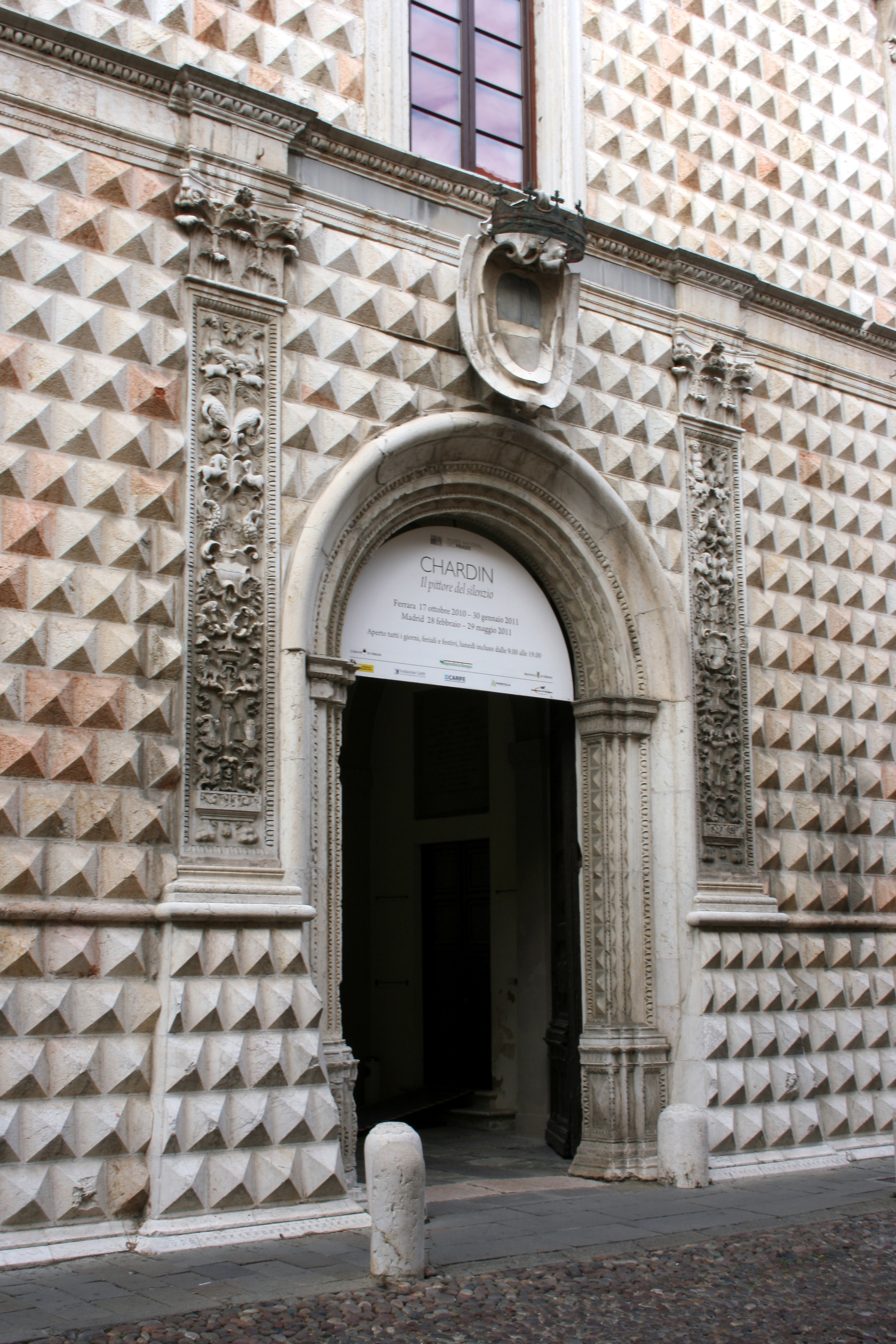
Портал. Вход в палаццо
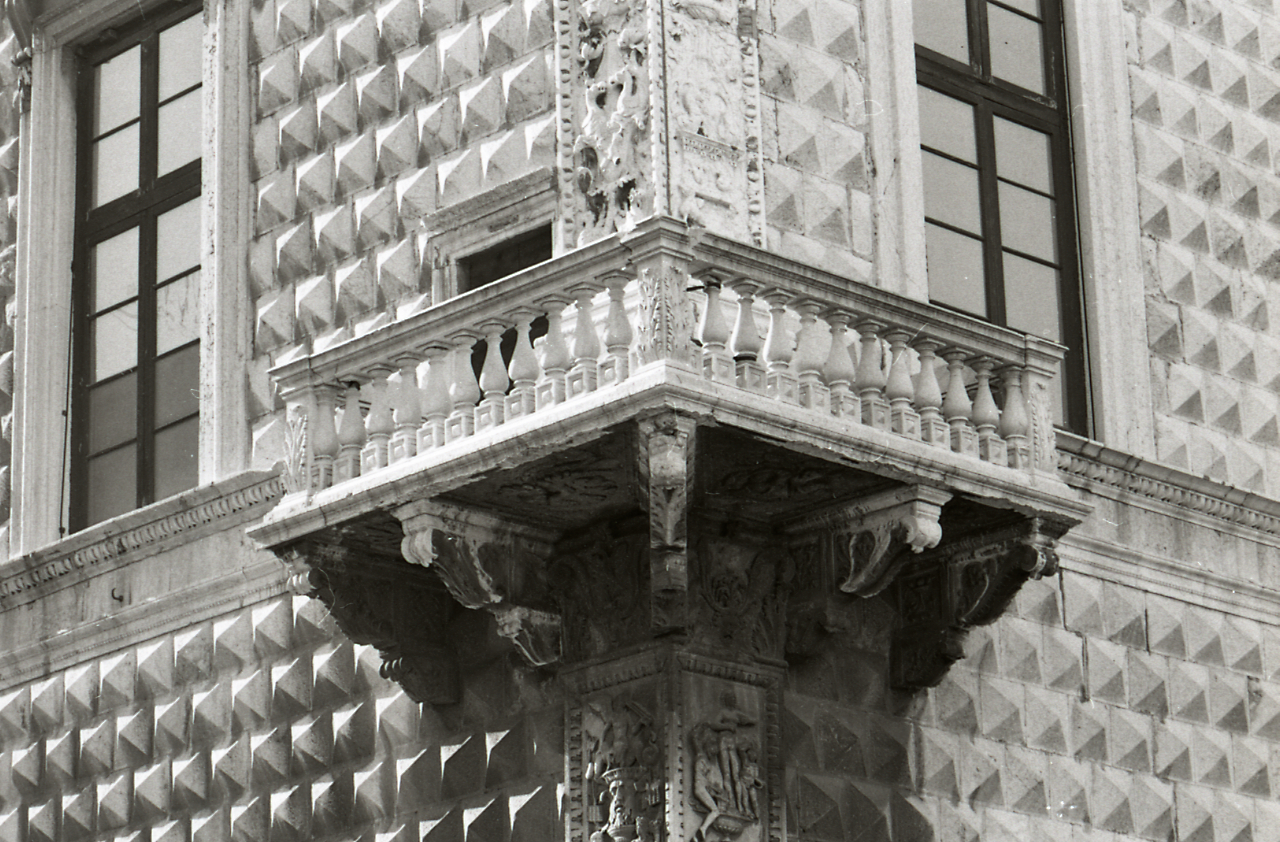
Угловой балкон. Фотография П. Монти. 1981
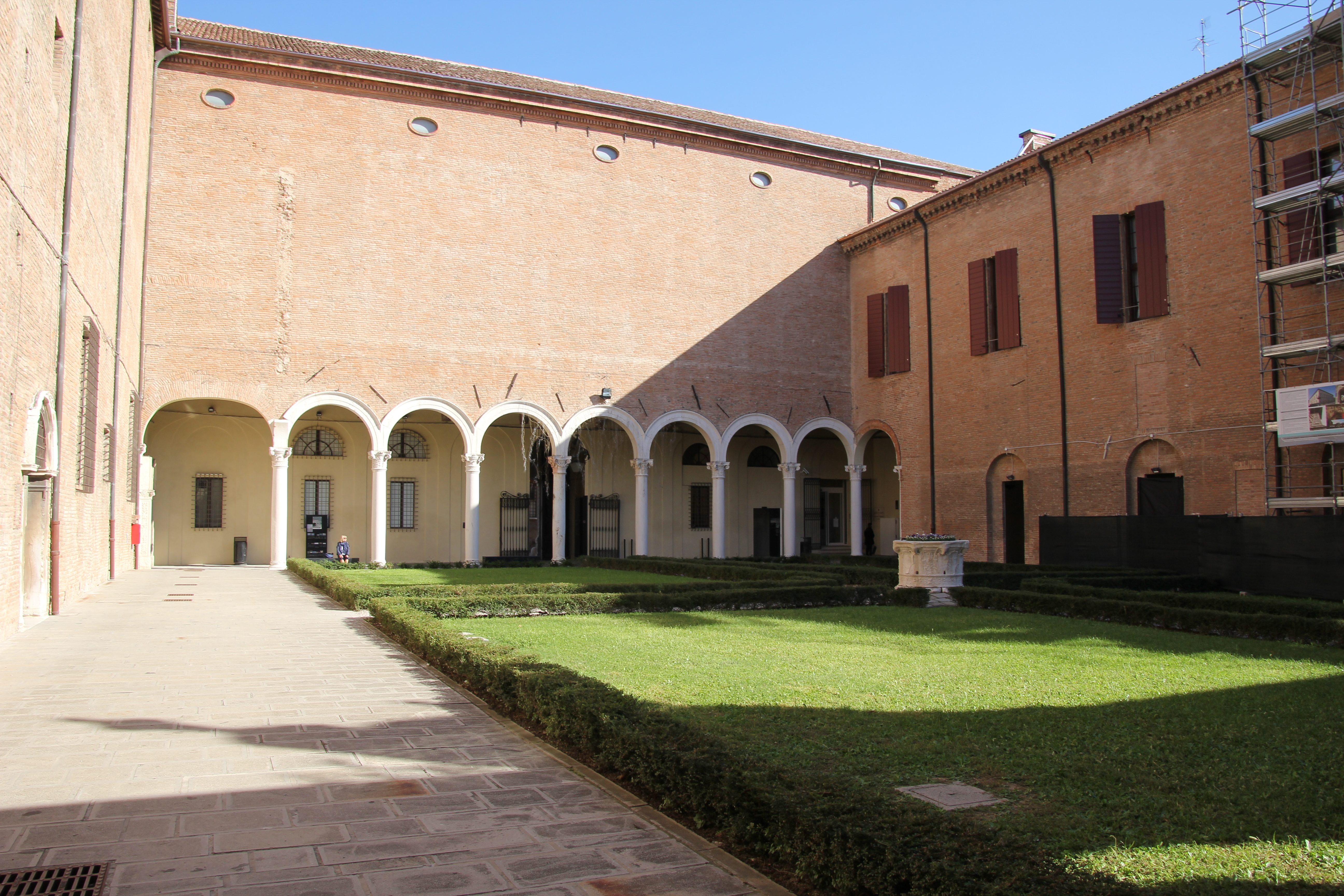
Кортиле (двор) палаццо
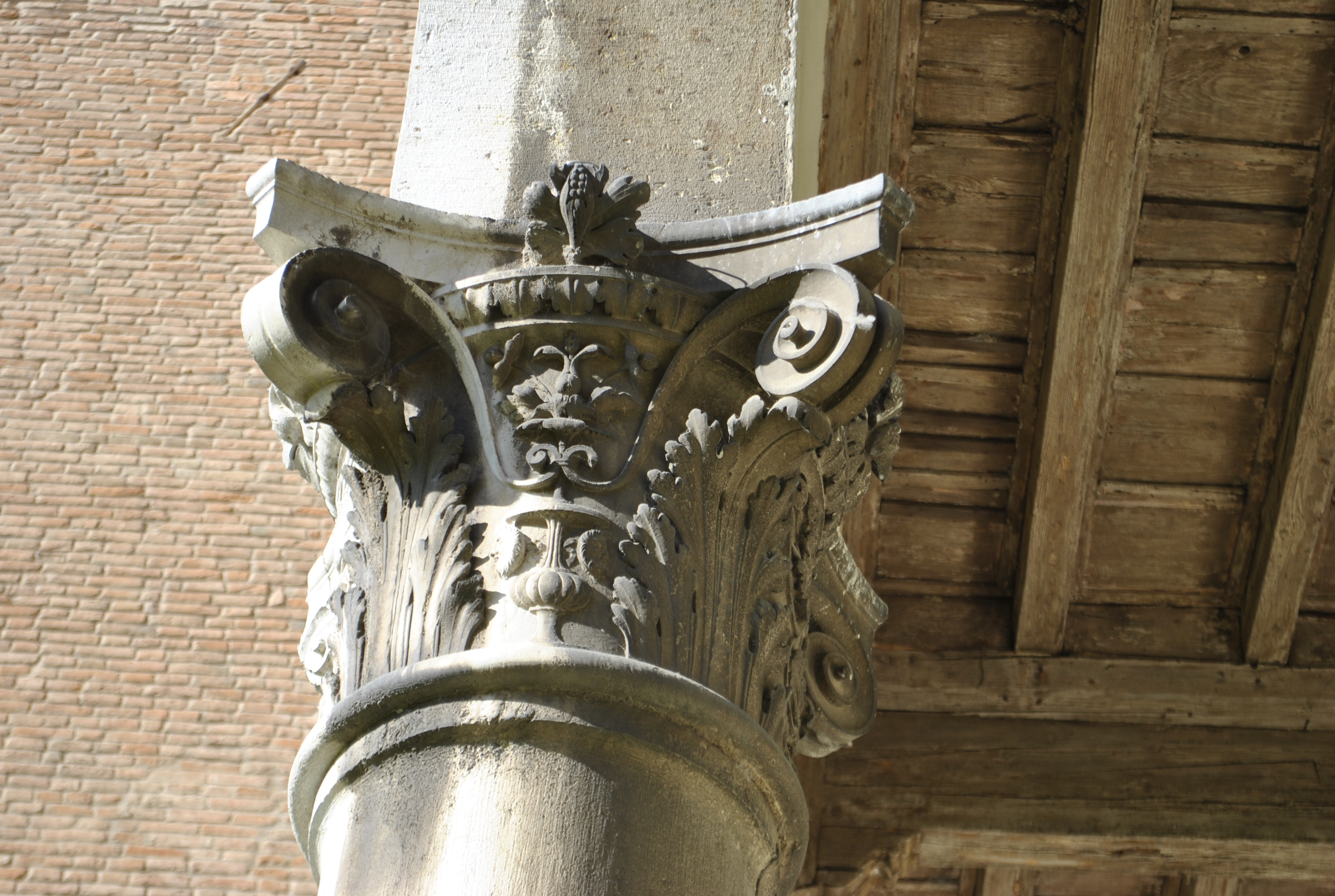
Капитель галереи кортиле
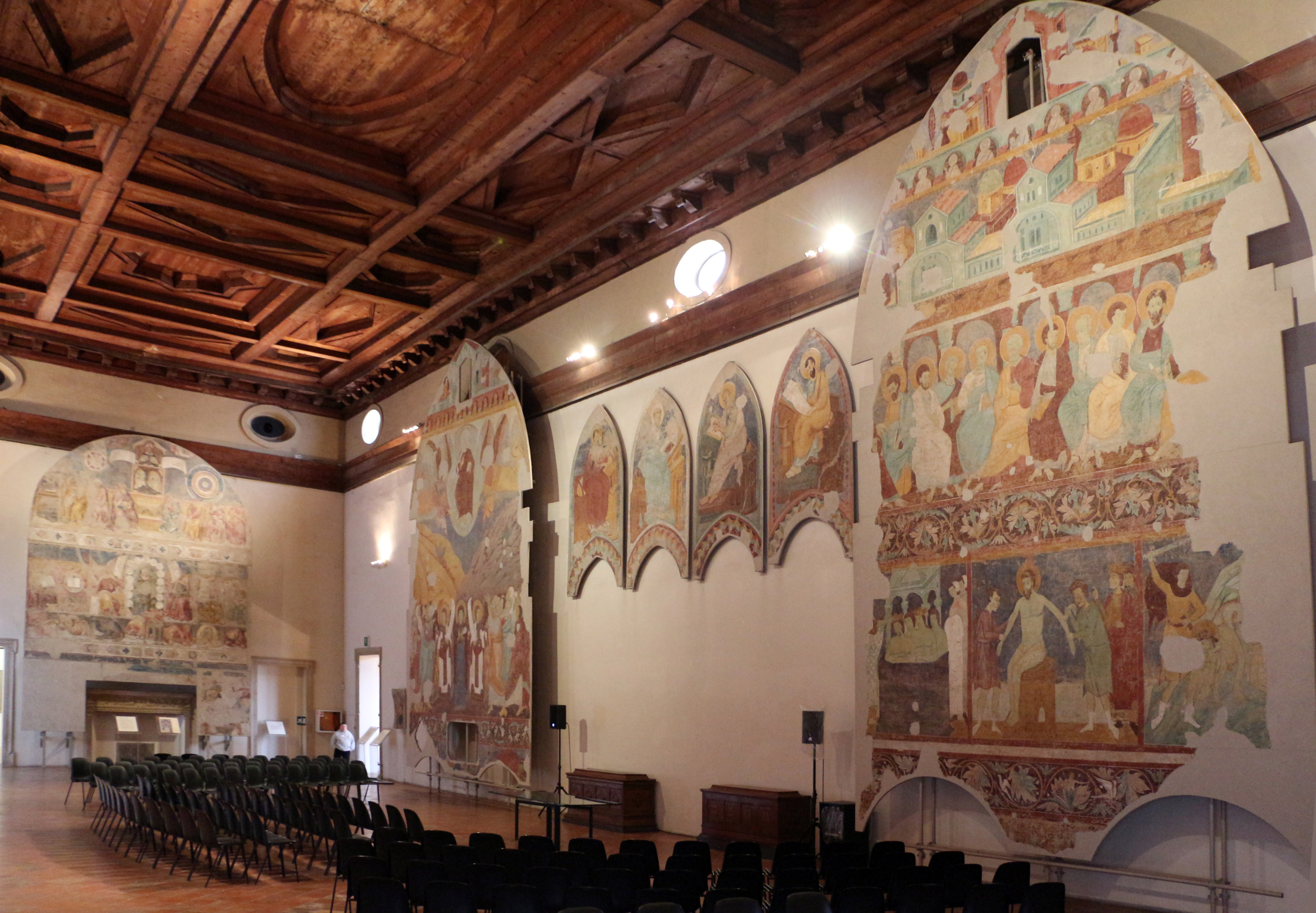
Один из залов Пинакотеки